# Glycera sphyrabrancha
Glycera sphyrabrancha är en ringmaskart som beskrevs av Schmarda 1861. Glycera sphyrabrancha ingår i släktet Glycera och familjen Glyceridae. Inga underarter finns listade i Catalogue of Life.